# Horpmael
Horpmael (en néerlandais : Horpmaal) est une section de la commune belge de Heers située en Région flamande dans la province de Limbourg. C'était une commune à part entière avant la fusion des communes de 1971.

## Démographie

### Évolution démographique
- Sources: INS, Rem.: 1831 jusqu'en 1961 = recensements[3].

## Toponymie
Horpala (1067), Horfale (1114), Horpale (1136)